# Clathraria akalyx
Clathraria akalyx är en korallart som beskrevs av Kükenthal 1908. Clathraria akalyx ingår i släktet Clathraria och familjen Melithaeidae. Inga underarter finns listade i Catalogue of Life.